# سلمان بك
سلمان بك (7 مايو 1989 في الهند - ) هو لاعب كريكت هندي. لعب مع Madhya Pradesh cricket team ‏.

## وصلات خارجية
- سلمان بك على موقع إي آس بي آن كريك إنفو (الإنجليزية)